# Мадинат-Иса
Мадинат-Иса (араб. مدينة عيسى‎) — город в Центральной мухафазе королевства Бахрейн на юго-западе от Манамы. Основан в 1963 году, население — более 40 000 человек (2010).

## Этимология
Город получил название в честь Исы ибн Салмана Аль-Халифы, короля Бахрейна с 1961 по 1999 год.

## История
Мадинат-Иса появился благодаря государственному финансированию и застраивался согласно генеральному плану. В дальнейшем он стал примером для более амбийиозны проектов — городов Хамад и Фашт-аль-Адхам. Церемония основания города была проведена 16 декабря 1963 года. Первые жители въехали в свои дома в 1968 году.
В городе в основном проживают обеспеченные представители среднего класса. Он застроен преимущественно частными домами. После выборов 2002 года город оказался одним из немногих, где исламистские или правые партии не получили все мандаты. Одно мест отошло к Абднаби Салману, представителю бывшего коммунистического Демократического блока. На выборах 2006 года экс-профессор Гарварда доктор Мунира Фахро из партии Ваад в спорных обстоятельствах уступил представителю суннитской исламистской партии Аль-Менбар доктору Салаху Али.
До 1988 года город был одним из 12 муниципалитетов Бахрейна, отделившись от муниципалитета Аль-Минтака-Аль-Вуста. В настоящее входит в состав Центральной мухафазы.

## Достопримечательности
В Мадинат-Исе располагается известный восточный рынок. Также здесь расположено множество частных школ Бахрейна, включая Индийскую школу, Новую Индийскую школу, Пакистанскую школу и Пакистанскую урду школу, школу Святейшего Сердца, Национальную школу Ибн-Хулдуна, школу Бахрейн Байян, Международную школу Насима и школу Святого Христофора. Все школы сосредоточены в небольшом районе, в который также входит местный кампус Бахрейнского университета. В Мадинат-Исе находятся центральные офисы Национальной автошколы и Дирекции дорожного движения. Здесь расположены Министерство образования и Министерство информации, а также передающая станция бахрейнского радио и телевидения. Другими достопримечательностями города, помимо рынка, являются Национальный стадион Бахрейна и Бахрейнский политехнический университет, основанный на месте старого университета Бахрейна.
В Мадинат-Исе находятся дома известных музыкантов: саудовского певца Рашеда Аль-Маджида, бахрейнского гитариста Халида Аль-Тавади и барабанщика группы Brothers Band (араб. فرقة الأخوة‎) Авиэля Хасана.

### Пожар на городском рынке
15 июля 2012 года на рынке Мадинат-Исы произошёл пожар. В результате пострадало более 450 магазинов, общий ущерб составил сотни тысяч динаров. На тушении, которое продолжалось более 5 часов, было задействовано десятки пожарных и около 30 пожарных машин. Сообщений о жертвах не поступало, хотя два пожарных были госпитализированы из-за отравления угарным газом. По последующей оценке, было разрушено две трети рынка.
Премьер-министр Бахрейна Халифа бин Салман Аль-Халифа для расследования происшествия создал специальную следственную группу.